# Lijst van onroerend erfgoed in Tervuren
Een overzicht van het onroerend erfgoed in de gemeente Tervuren. Het onroerend erfgoed maakt deel uit van het cultureel erfgoed in België.

## Bouwkundig erfgoed
| Object                                                    | Erfgoedstatus?              | Bouwjaar of architect     | Deelgemeente | Adres                                                                | Coördinaten                   | Nummer? | Afbeelding                                                |
| --------------------------------------------------------- | --------------------------- | ------------------------- | ------------ | -------------------------------------------------------------------- | ----------------------------- | ------- | --------------------------------------------------------- |
| Kapel Onze-lieve-Vrouw ter Nood                           |                             |                           | Duisburg     | IJzerstraat                                                          | 50° 48' 9" NB, 4° 32' 39" OL  | 40478   | Kapel Onze-lieve-Vrouw ter Nood                           |
| Parochiekerk Sint-Jan Evangelist                          | Monument                    |                           | Tervuren     | Kerkstraat 6B                                                        | 50° 49' 25" NB, 4° 30' 50" OL | 42768   | Parochiekerk Sint-Jan Evangelist                          |
| Sint-Hubertuskapel                                        | Park van Tervuren           |                           | Tervuren     | Warande                                                              | 50° 49' 27" NB, 4° 31' 2" OL  | 42769   | Sint-Hubertuskapel                                        |
| Kasteel van Ravenstein                                    | cultuurhistorisch landschap |                           | Tervuren     | Ravenstein 2                                                         | 50° 48' 49" NB, 4° 29' 12" OL | 42771   | Kasteel van Ravenstein                                    |
| Kasteeldomein de Robiano                                  | Monument                    |                           | Tervuren     | Hertenbergstraat 10-12                                               | 50° 49' 13" NB, 4° 30' 54" OL | 42772   | Kasteeldomein de Robiano                                  |
| Herenhuis                                                 |                             |                           | Tervuren     | Markt 4                                                              | 50° 49' 29" NB, 4° 30' 49" OL | 42773   | Herenhuis                                                 |
| Herenhuis De Keizerinne van 1738                          |                             |                           | Tervuren     | Markt 5                                                              | 50° 49' 29" NB, 4° 30' 50" OL | 42774   | Herenhuis De Keizerinne van 1738                          |
| Herberg In den Blouwe Leu                                 |                             |                           | Tervuren     | Markt 6                                                              | 50° 49' 29" NB, 4° 30' 51" OL | 42775   | Herberg In den Blouwe Leu                                 |
| Relais Saint-Hubert                                       | cultuurhistorisch landschap |                           | Tervuren     | Markt 12                                                             | 50° 49' 27" NB, 4° 30' 49" OL | 42776   | Relais Saint-Hubert                                       |
| 's Amptmanskamer                                          | cultuurhistorisch landschap |                           | Tervuren     | Markt 9                                                              | 50° 49' 26" NB, 4° 30' 51" OL | 42777   | 's Amptmanskamer                                          |
| La Nouvelle Maison, architectenwoning Henry van de Velde  | Monument                    | 1927 Henry Van de Velde   | Tervuren     | Albertlaan 1                                                         | 50° 49' 25" NB, 4° 29' 60" OL | 42778   | La Nouvelle Maison, architectenwoning Henry van de Velde  |
| Hoeve Hof van Melijn                                      | Monument                    |                           | Tervuren     | Brusselsesteenweg 11                                                 | 50° 49' 29" NB, 4° 30' 43" OL | 42779   | Hoeve Hof van Melijn                                      |
| Herberg De Poel                                           | cultuurhistorisch landschap |                           | Tervuren     | Kasteelstraat 5                                                      | 50° 49' 24" NB, 4° 30' 51" OL | 42780   | Herberg De Poel                                           |
| Burgerhuis                                                | cultuurhistorisch landschap |                           | Tervuren     | Kasteelstraat 7                                                      | 50° 49' 24" NB, 4° 30' 50" OL | 42781   | Burgerhuis                                                |
| Burgerhuis                                                | cultuurhistorisch landschap |                           | Tervuren     | Kasteelstraat 9                                                      | 50° 49' 24" NB, 4° 30' 50" OL | 42782   | Burgerhuis                                                |
| Burgerhuis                                                | cultuurhistorisch landschap |                           | Tervuren     | Kasteelstraat 11                                                     | 50° 49' 24" NB, 4° 30' 49" OL | 42783   | Burgerhuis                                                |
| Herenhuis                                                 | Monument                    |                           | Tervuren     | Kasteelstraat 12                                                     | 50° 49' 22" NB, 4° 30' 52" OL | 42784   | Herenhuis                                                 |
| Stadswoning                                               |                             |                           | Tervuren     | Kasteelstraat 14                                                     | 50° 49' 23" NB, 4° 30' 50" OL | 42785   | Stadswoning                                               |
| Burgerhuis van 1782                                       | Monument                    |                           | Tervuren     | Kasteelstraat 18                                                     | 50° 49' 23" NB, 4° 30' 49" OL | 42786   | Burgerhuis van 1782                                       |
| Stadswoning                                               | Monument                    |                           | Tervuren     | Kasteelstraat 20                                                     | 50° 49' 23" NB, 4° 30' 49" OL | 42787   | Stadswoning                                               |
| Neoclassicistisch burgerhuis                              |                             |                           | Tervuren     | Kasteelstraat 22                                                     | 50° 49' 22" NB, 4° 30' 49" OL | 42788   | Neoclassicistisch burgerhuis                              |
| Stadswoning                                               | cultuurhistorisch landschap |                           | Tervuren     | Kerkstraat 6                                                         | 50° 49' 26" NB, 4° 30' 48" OL | 42789   | Stadswoning                                               |
| Burgerhuizen                                              |                             |                           | Tervuren     | Kerkstraat 15-25, 31                                                 | 50° 49' 25" NB, 4° 30' 46" OL | 42790   | Burgerhuizen                                              |
| Stadswoning van 1742                                      |                             |                           | Tervuren     | Kerkstraat 27                                                        | 50° 49' 25" NB, 4° 30' 46" OL | 42791   | Stadswoning van 1742                                      |
| Pastorie Sint-Jansparochie met aanhorigheden en tuin      | Monument                    |                           | Tervuren     | Pastoor Vandersandestraat 34                                         | 50° 49' 17" NB, 4° 30' 55" OL | 42792   | Pastorie Sint-Jansparochie met aanhorigheden en tuin      |
| Deuromlijsting van 1762                                   |                             |                           | Tervuren     | Peperstraat 72                                                       | 50° 49' 23" NB, 4° 30' 37" OL | 42793   | Deuromlijsting van 1762                                   |
| Watermolen op de Voer                                     | dorpsgezicht                |                           | Tervuren     | Waalse baan 2                                                        | 50° 49' 53" NB, 4° 32' 45" OL | 42794   | Watermolen op de Voer                                     |
| Watermolen van Gordaal                                    | Monument                    |                           | Tervuren     | Spaans-Huisdreef 1                                                   | 50° 49' 50" NB, 4° 31' 58" OL | 42795   | Watermolen van Gordaal                                    |
| Parochiekerk Sint-Catharina                               | Monument                    |                           | Duisburg     | Kerkplaats 14A                                                       | 50° 48' 57" NB, 4° 33' 9" OL  | 42796   | Parochiekerk Sint-Catharina                               |
| Burgerhuis van 1751                                       |                             |                           | Duisburg     | Merenstraat 5-7                                                      | 50° 48' 55" NB, 4° 33' 6" OL  | 42798   | Burgerhuis van 1751                                       |
| Hoeve                                                     |                             |                           | Duisburg     | Merenstraat 14                                                       | 50° 48' 52" NB, 4° 33' 11" OL | 42799   | Hoeve                                                     |
| Pachthof Stroykens                                        |                             |                           | Duisburg     | Merenstraat 19                                                       | 50° 48' 51" NB, 4° 33' 5" OL  | 42801   | Pachthof Stroykens                                        |
| Pastorie Sint-Catharinaparochie                           |                             |                           | Duisburg     | Pastorijstraat 2                                                     | 50° 48' 59" NB, 4° 33' 3" OL  | 42802   | Pastorie Sint-Catharinaparochie                           |
| Hof van Staeckenborgh                                     |                             |                           | Duisburg     | Overijsesteenweg 63, 67, 67A, 69-71                                  |                               | 42803   | Hof van Staeckenborgh                                     |
| Parochiekerk Sint-Paulus                                  | Monument                    |                           | Vossem       | Dorpsstraat 1-2                                                      | 50° 50' 5" NB, 4° 33' 30" OL  | 42804   | Parochiekerk Sint-Paulus                                  |
| Herberg In het Canon                                      | Monument                    |                           | Vossem       | Dorpsplein 10                                                        | 50° 50' 6" NB, 4° 33' 29" OL  | 42805   | Herberg In het Canon                                      |
| Huis De Smeth                                             | dorpsgezicht                |                           | Vossem       | Dorpsstraat 3                                                        | 50° 50' 6" NB, 4° 33' 35" OL  | 42806   | Huis De Smeth                                             |
| Hondsberghoeve                                            |                             |                           | Vossem       | Lindenberg 60                                                        | 50° 50' 4" NB, 4° 33' 59" OL  | 42807   | Hondsberghoeve                                            |
| Hof van Oudenvoorde                                       | Monument                    |                           | Vossem       | Stationsstraat 49                                                    | 50° 50' 19" NB, 4° 33' 24" OL | 42808   | Hof van Oudenvoorde                                       |
| Gevelsteen                                                | dorpsgezicht                |                           | Vossem       | Dorpsplein 5                                                         | 50° 50' 4" NB, 4° 33' 28" OL  | 43064   | Gevelsteen                                                |
| Afspanning In de Posthoorn                                | Monument                    |                           | Vossem       | Dorpsplein 2                                                         | 50° 50' 5" NB, 4° 33' 26" OL  | 43065   | Afspanning In de Posthoorn                                |
| Stadswoning Langendonck                                   | Monument                    |                           | Tervuren     | Nieuwstraat 4                                                        |                               | 200164  | Stadswoning Langendonck                                   |
| Burgerhuis                                                | Monument                    |                           | Tervuren     | Kasteelstraat 16                                                     |                               | 200211  | Burgerhuis                                                |
| Graf Henry van de Velde - Maria Sèthe                     | Monument                    | Henry Van de Velde        | Tervuren     | Duisburgsesteenweg                                                   |                               | 201141  | Graf Henry van de Velde - Maria Sèthe                     |
| Graf Albert Van huffel                                    | Monument                    |                           | Tervuren     | Duisburgsesteenweg                                                   |                               | 201142  | Graf Albert Van huffel                                    |
| Graftekens van de familie Verwilghen                      | Monument                    |                           | Tervuren     | Duisburgsesteenweg                                                   |                               | 201144  | Graftekens van de familie Verwilghen                      |
| Wooncomplex met architectenwoning Willy Van Der Meeren    | Monument                    | 1955 Willy Van Der Meeren | Tervuren     | Vierwindenbinnenhof 1-7, 2-8                                         |                               | 201211  | Wooncomplex met architectenwoning Willy Van Der Meeren    |
| Veldkapel en zomerlinde                                   | Monument                    |                           | Duisburg     | Huldenbergstraat                                                     |                               | 210653  | Veldkapel en zomerlinde                                   |
| Oorlogsgedenkteken en vrijheidslinde                      | Monument                    |                           | Tervuren     | Kerkstraat                                                           |                               | 214967  | Oorlogsgedenkteken en vrijheidslinde                      |
| Wachthokje halte Vier Winden                              |                             |                           | Tervuren     | Sint-Pauluslaan                                                      |                               | 215671  | Wachthokje halte Vier Winden                              |
| Pijlerkapel met linden                                    |                             |                           | Duisburg     | Overijsesteenweg                                                     |                               | 215676  | Pijlerkapel met linden                                    |
| Poortgebouw Hof Ter Munck                                 |                             |                           | Tervuren     | Warande                                                              |                               | 216436  | Poortgebouw Hof Ter Munck                                 |
| Oud gemeentehuis van Tervuren                             | dorpsgezicht                |                           | Tervuren     | Brusselsesteenweg 6-8                                                |                               | 216870  | Oud gemeentehuis van Tervuren                             |
| Huis Langendonck                                          | dorpsgezicht                |                           | Tervuren     | Nieuwstraat 2, 2A, 10, 10A                                           |                               | 216872  | Huis Langendonck                                          |
| Kilometerpaal                                             | Monument                    |                           | Tervuren     | Brusselsesteenweg                                                    |                               | 216880  | Kilometerpaal                                             |
| Kapel Heilige Rita                                        | dorpsgezicht                |                           | Tervuren     | Hertenbergstraat                                                     |                               | 216893  | Kapel Heilige Rita                                        |
| Heilig Hartbeeld                                          | cultuurhistorisch landschap |                           | Tervuren     | Kerkstraat                                                           |                               | 216911  | Heilig Hartbeeld                                          |
| Huis De Kroone                                            | cultuurhistorisch landschap |                           | Tervuren     | Kerkstraat 8                                                         |                               | 216913  | Huis De Kroone                                            |
| Onze-Lieve-Vrouwekapel                                    | cultuurhistorisch landschap |                           | Tervuren     | Waalse baan                                                          |                               | 216952  | Onze-Lieve-Vrouwekapel                                    |
| Mariapark met Lourdesgrot                                 | dorpsgezicht                |                           | Tervuren     | Duisburgsesteenweg                                                   |                               | 300076  | Mariapark met Lourdesgrot                                 |
| Het Hoefijzer                                             | Park van Tervuren           |                           | Tervuren     | Kasteelstraat 1, 2, Warande 2, 3-5                                   |                               | 300088  | Het Hoefijzer                                             |
| Poorten van de Warande                                    | Park van Tervuren           |                           | Tervuren     | Duisburgsesteenweg , Molenberglaan , Rijkunstdreef , Markt , Warande |                               | 300093  | Poorten van de Warande                                    |
| Loods                                                     | Park van Tervuren           |                           | Tervuren     | Rijkunstdreef                                                        |                               | 300099  | Loods                                                     |
| Beeld van een Afrikaanse olifant                          | Park van Tervuren           | 1935 Albéric Collin       | Tervuren     | Leuvensesteenweg                                                     |                               | 300114  | Beeld van een Afrikaanse olifant                          |
| Koninklijk Museum voor Midden-Afrika en dienstpaviljoenen | Monument                    | 1910 Charles Girault      | Tervuren     | Leuvensesteenweg 11-15                                               |                               | 300116  | Koninklijk Museum voor Midden-Afrika en dienstpaviljoenen |
| Koloniënpaleis met Hobégebinte en ijskelder               | Hobégebinte (monument)      |                           | Tervuren     | Warande 8                                                            |                               | 300117  | Koloniënpaleis met Hobégebinte en ijskelder               |
| Oude gemeentehuis van Vossem en school                    | dorpsgezicht                |                           | Vossem       | Dorpsplein 1                                                         |                               | 300622  | Oude gemeentehuis van Vossem en school                    |
| Oorlogsmonument                                           | dorpsgezicht                |                           | Vossem       | Dorpsstraat                                                          |                               | 300623  | Oorlogsmonument                                           |
| Elektriciteitscabine                                      | dorpsgezicht                |                           | Vossem       | Dorpsstraat                                                          |                               | 300624  | Elektriciteitscabine                                      |
| Sint-Hubertuskapel                                        | dorpsgezicht                |                           | Vossem       | Dorpsstraat                                                          |                               | 300625  | Sint-Hubertuskapel                                        |
| Pastorie Sint-Paulusparochie                              | dorpsgezicht                |                           | Vossem       | Dorpsstraat 9                                                        |                               | 300626  | Pastorie Sint-Paulusparochie                              |
| Gemeentehuis van Vossem met school                        | dorpsgezicht                |                           | Vossem       | Dorpsstraat 36-38                                                    |                               | 300627  | Gemeentehuis van Vossem met school                        |
| Hof der 12 Apostelen                                      | dorpsgezicht                |                           | Vossem       | Lindenberg 1-5, Kerkhofstraat 2                                      |                               | 300630  | Hof der 12 Apostelen                                      |

### Bouwkundige gehelen
| Object                                                             | Erfgoedstatus?              | Bouwjaar of architect | Deelgemeente | Adres | Coördinaten | Nummer? | Afbeelding                                                         |
| ------------------------------------------------------------------ | --------------------------- | --------------------- | ------------ | --- | ----------- | ------- | ------------------------------------------------------------------ |
| Begraafplaats van Tervuren                                         |                             |                       | Tervuren     | Duisburgsesteenweg                                                                                           |             | 300078  | Begraafplaats van Tervuren                                         |
| Warande                                                            | cultuurhistorisch landschap |                       | Tervuren     | Duisburgsesteenweg, Kasteelstraat, Leuvensesteenweg, Molenberglaan, Rijkunstdreef, Spaans-Huisdreef, Warande |             | 300554  | Warande                                                            |
| Parochiekerk Sint-Jan met omringend kerkhof en aanpalende woningen | cultuurhistorisch landschap |                       | Tervuren     | Kasteelstraat, Kerkstraat, Markt                                                                             |             | 301835  | Parochiekerk Sint-Jan met omringend kerkhof en aanpalende woningen |
| Dorpskom Vossem met Voervallei                                     | dorpsgezicht                |                       | Vossem       | Dorpsplein, Dorpsstraat, Kerkhofstraat, Kouterstraat                                                         |             | 306519  | Dorpskom Vossem met Voervallei                                     |